# 横山武司
横山 武司（よこやま たけじ、1996年7月2日 - ）は、日本の男性柔術家、男性総合格闘家。現Fighting NEXUSフェザー級王者。

## 来歴
小さい頃からPRIDEやDREAMを見ていた影響から総合格闘技が好きな子供だった。小学校から兄と共に伝統派空手と柔道を習い、中学から柔術を始めて柔術の楽しさに目覚める。
2018年、ムンジアル（柔術世界選手権）のアダルト茶帯フェザー級でベスト8となる。
2019年、全日本柔術選手権・アダルト黒帯フェザー級で優勝を果たした。

### Fighting NEXUS
2022年2月13日、Fighting NEXUS vol.26でプロデビュー、木村豊と対戦し1R三角絞めで一本勝ち。
2022年11月7日、Fighting NEXUS vol.29でFighting NEXUSフェザー級王者の山本空良と対戦し2-0の判定勝ちを収め王座獲得に成功した。

### RIZIN
2023年5月6日、RIZIN初参戦となったRIZIN.42で元GRACHANライト級・フェザー級王者で元GRACHAN2階級制覇王者山本琢也と対戦し、1Rアームバーで一本勝ちを収めた。なお、前日計量において対戦相手の山本が1.6kg超過したため、横山が勝利した場合のみ公式記録となり、山本にレッドカード提示による減点（50%減）のペナルティが与えられた状態から試合が行われた。
2023年9月24日、RIZIN.44で第3代Rebel FCフェザー級王者の摩嶋一整と対戦。0-3の判定負けを喫し総合格闘技キャリア初黒星となった。
2023年10月に網膜剥離と診断され一時失明、手術を受けた。原因は摩嶋戦に向けたジムでの練習中に受けたアイポーク（目突き）が原因ではないかと語っている。11月には別の場所も剥離していたことが発覚し再手術。その際には白内障の手術と硝子体の手術も行った。そこから運動再開まで約半年かかった。
2024年8月25日、Fighting NEXUS vol.36のFighting NEXUSフェザー級タイトルマッチならびに網膜剥離の手術後の復帰戦でFighting NEXUSライト級王者の岸野“JUSTICE”紘樹と対戦し、1R三角絞めで一本勝ちを収め初防衛に成功、岸野の2階級制覇を阻止した。
2025年3月30日、RIZIN.50で木村柊也と対戦。自身のイマナリロールやタックルを切られ、1R54秒、右フックからのパウンドでTKO負けを喫した。

## 戦績

### プロ総合格闘技
| 総合格闘技 戦績 | 総合格闘技 戦績 | 総合格闘技 戦績 | 総合格闘技 戦績 | 総合格闘技 戦績 | 総合格闘技 戦績 | 総合格闘技 戦績 |
| --------------- | --------------- | --------------- | --------------- | --------------- | --------------- | --------------- |
| 8 試合          | (T)KO           | 一本            | 判定            | その他          | 引き分け        | 無効試合        |
| 6 勝            | 0               | 5               | 1               | 0               | 0               | 0               |
| 2 敗            | 1               | 0               | 1               | 0               | 0               | 0               |

| 勝敗 | 対戦相手          | 試合結果                         | 大会名                                                           | 開催年月日    |
| ×    | 木村柊也          | 1R 0:54 TKO（右フック→パウンド） | RIZIN.50                                                         | 2025年3月30日 |
| ○    | 岸野”JUSTICE”紘樹 | 1R 1:25 三角絞め                 | Fighting NEXUS vol.36 【Fighting Nexusフェザー級タイトルマッチ】 | 2024年8月25日 |
| ×    | 摩嶋一整          | 5分3R終了 判定0-3                | RIZIN.44                                                         | 2023年9月24日 |
| ○    | 山本琢也          | 1R 1:24 アームバー               | RIZIN.42                                                         | 2023年5月6日  |
| ○    | 山本空良          | 5分2R終了 判定2-0                | Fighting NEXUS vol.29 【Fighting Nexusフェザー級タイトルマッチ】 | 2022年11月7日 |
| ○    | ファビオハラダ    | 2R 3:00 リアネイキッドチョーク   | Fighting NEXUS vol.28                                            | 2022年8月7日  |
| ○    | 十河卓児          | 1R 3:39 トーホールド             | Fighting NEXUS vol.27                                            | 2022年5月8日  |
| ○    | 木村豊            | 1R 2:10 三角絞め                 | Fighting NEXUS vol.26                                            | 2022年2月13日 |

### グラップリング
| 勝敗 | 対戦相手                   | 試合結果           | 大会名                           | 開催年月日     |
| △    | 平田直樹                   | 10分1R終了 判定0-0 | JAPAN MARTIAL ARTS EXPO PROLOGUE | 2024年10月19日 |
| ○    | ジュマナザロフ・ラトベック | 1R 三角絞め        | JAPAN MARTIAL ARTS EXPO PROLOGUE | 2024年10月19日 |

## 獲得タイトル

### ブラジリアン柔術
- 全日本選手権 アダルト黒帯フェザー級優勝（2019年）

### 総合格闘技
- 第2代Fighting NEXUSフェザー級王座（2022年）